# Mira Sorvino
Mira Katherine Sorvino (* 28. září 1967 New York, New York) je americká herečka, držitelka Zlatého glóbu a Oscara za vedlejší roli v Allenově komedii Mocná Afrodité z roku 1995, kde ztvárnila prostitutku Lindu Ashovou.

## Životopis
Pochází z herecké rodiny, její otec Paul Sorvino je také herec. Po absolutoriu střední školy studovala na Harvardově univerzitě. V rámci jednoročního výměnného pobytu pobývala v Pekingu. Plynně hovoří mandarínskou čínštinou. V roce 1989 ukončila Harvard v oboru východoasijská studia s vyznamenáním – magna cum laude.

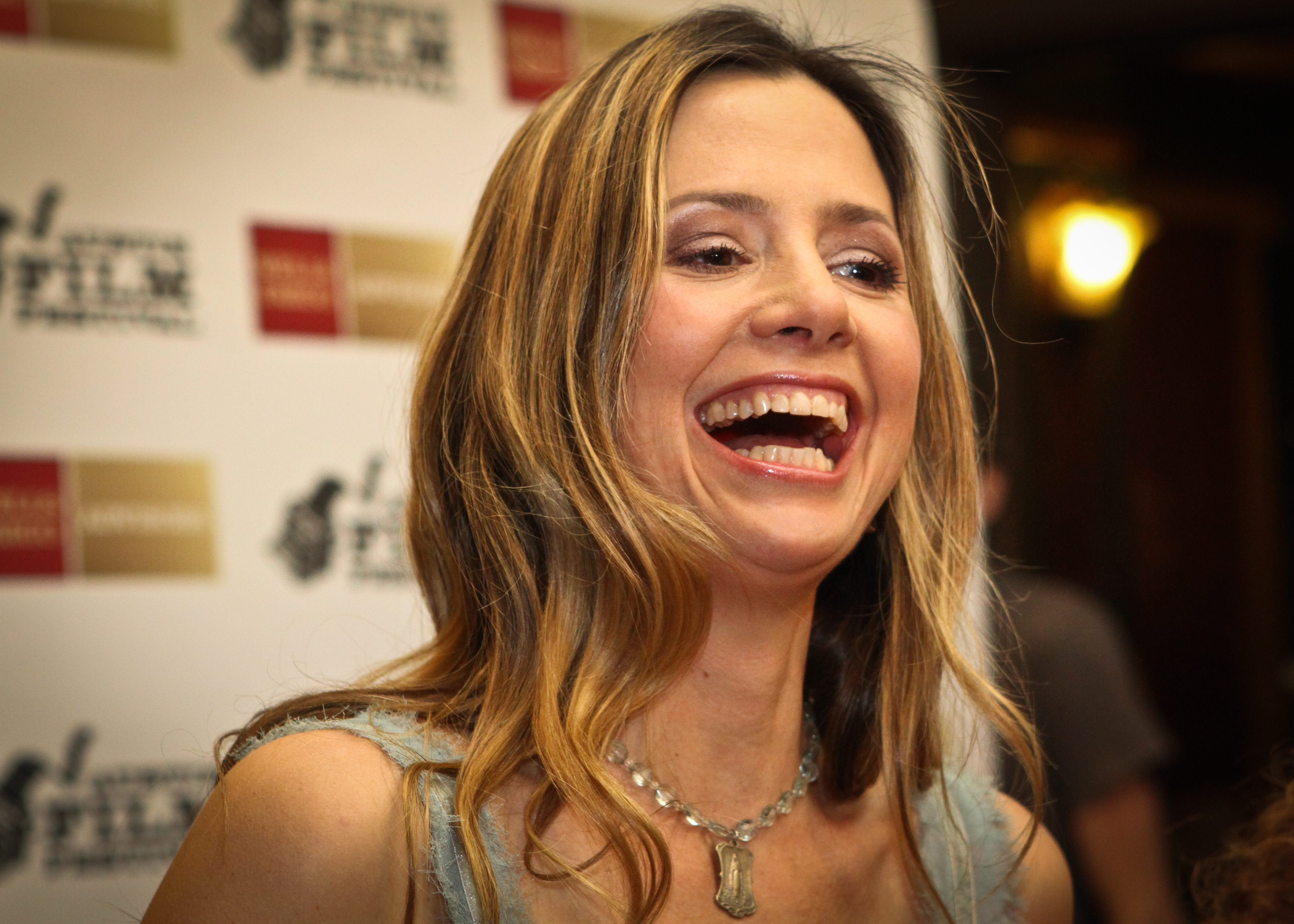
Sorvino, 2011

Po návratu ze studií se začala věnovat herectví, nejprve pracovala v New Yorku, kde se živila i jako asistentka režie a produkční u produkční společnosti Roberta De Nira Tribeca. První větší role získala na počátku 90. let v televizním seriálu Swans Crossing ve dvou nezávislých nízkorozpočtových filmech z roku 1993 – Mezi přáteli a Policajt z New Yorku.
Ke komerčnímu filmu ji dopomohl režisér Robert Redford v roce 1994, kdy si zahrála v jeho snímku Otázky a odpovědi. Průlomovou rolí se stalo účinkování v Allenově snímku Mocná Afrodité z roku 1995. V něm ztvárnila postavu prostitutky a příležitostné pornoherečky Lindy Ashové, za kterou obdržela Oscara a Zlatý glóbus, což odstartovalo další kariéru. Souběžně si zahrála také v Austerově komedii Vztek. Nominaci na cenu Emmy a Zlatý glóbus získala následující rok 1996 za ztvárnění titulní úlohy Marilyn Monroe v televizním životopisném filmu Norma Jean a Marilyn. V roce 1996 se objevila v Demmeho romantickém dramatu Nádherný holky.

## Filmografie

### Film
| Rok  | Název                      | Role                    | Poznámky                 |
| ---- | -------------------------- | ----------------------- | ------------------------ |
| 1985 | Pěna zabiják               | pracovnice v továrně    | nekreditovaná role       |
| 1993 | Mezi přáteli               | Laura                   |                          |
| 1993 | Policajt z New Yorku       | Maria                   |                          |
| 1994 | Otázky a odpovědi          | Sandra Goodwin          |                          |
| 1994 | Barcelona                  | Marta Ferrer            |                          |
| 1995 | Sladké nic                 | Monika                  |                          |
| 1995 | Mocná Afrodité             | Linda Ash               |                          |
| 1995 | Vztek                      | mladá žena              |                          |
| 1996 | Nádherný holky             | Sharon Cassidy          |                          |
| 1996 | Tales of Erotica           | Teresa                  | krátkometrážní film      |
| 1996 | Tarantella                 | Diane                   |                          |
| 1997 | Romy a Michele             | Romy White              |                          |
| 1997 | Mimic                      | Dr. Susan Tyler         |                          |
| 1998 | Střelci na útěku           | Meg Coburn              |                          |
| 1998 | Lulu na mostě              | Celia Burns             |                          |
| 1998 | Unaven zemřít              | Death/Jean              |                          |
| 1998 | Prachy k likvidaci         | agentka Karen Polarski  |                          |
| 1999 | Na první pohled            | Amy Benic               |                          |
| 1999 | Krvavé léto v New Yorku    | Dionna                  |                          |
| 2001 | Šedá zóna                  | Dina                    |                          |
| 2001 | Triumf lásky               | Princezna               |                          |
| 2002 | Mafiánky                   | Meg Kennedy             |                          |
| 2002 | Semana Santa               | Maria Delgado           |                          |
| 2002 | Mezi cizinci               | Natalia Bauer           |                          |
| 2003 | Bohové a generálové        | Fanny Chamberlain       |                          |
| 2004 | Final Cut                  | Delila                  |                          |
| 2007 | Reservation Road           | Ruth                    |                          |
| 2009 | Psáno sarkasmem            | Cari                    |                          |
| 2009 | Osudné rozhodnutí          | Wendy Porter            |                          |
| 2009 | The Trouble with Cali      | Baletní mistryně        |                          |
| 2009 | Sweet Flame                | Sheila                  |                          |
| 2009 | Leningrad                  | Kate Davis              |                          |
| 2010 | The Presence               | Žena                    | také výkonná producentka |
| 2011 | Angels Crest               | Angie                   |                          |
| 2012 | Union Square               | Lucy                    |                          |
| 2012 | Smitty - nejlepší přítel   | Amanda                  |                          |
| 2012 | Trade of Innocents         | Claire Becker           |                          |
| 2013 | Space Warriors             | Sally Hawkins           |                          |
| 2014 | Vražedné spolčení          | Linda                   |                          |
| 2014 | Nekonečné Vánoce           | Carol Purtle (hlas)     |                          |
| 2015 | Quitters                   | May Rayman              |                          |
| 2015 | Do You Believe?            | Samantha                |                          |
| 2015 | Chloe and Theo             | Monica                  |                          |
| 2016 | Krvavé zjevení             | Janine Cullen           |                          |
| 2016 | The Red Maple Leaf         | Marianna Palermo        |                          |
| 2016 | Matky a dcery              | Georgina                |                          |
| 2017 | V zajetí sněhu             | Susan LeMarque          |                          |
| 2018 | Waterlily Jaguar           | Helen                   |                          |
| 2018 | Look Away                  | Amy                     |                          |
| 2018 | Intensive Care             | Julia                   |                          |
| 2018 | Wake                       | Dana                    |                          |
| 2018 | A Dog & Pony Show          | Sarah Jean              |                          |
| 2019 | Beneath the Leaves         | detektiv Erica Shotwell |                          |
| 2019 | Spolujízda                 | kapitán Angie McHenry   |                          |
| 2019 | Beneath the Leaves         | detektiv Erica Shotwell |                          |
| 2019 | Drowning                   | Mary                    |                          |
| 2019 | Badland                    | Sarah Cooke             |                          |
| 2019 | The Islands                | Mary Thornton           |                          |
| 2020 | Sound of Freedom           | Katherine Ballard       |                          |
| —    | Butter                     | Marian                  |                          |
| —    | The Mustard Seed           | Bonnie Hopkins          |                          |
| —    | Mayfield's Game            | Kate Mayfield           |                          |
| —    | East of the Mountains      | Renee Givens            |                          |
| —    | Reckoning                  | —                       |                          |
| —    | Dodie & Cheryl Get Hitched | Dodie Pickerling        | také producentka         |

### Televize
| Rok       | Název                         | Role                                                              | Poznámky                          |
| --------- | ----------------------------- | ----------------------------------------------------------------- | --------------------------------- |
| 1992      | Swans Crossing                | Sophia Eva McCormick De Castro                                    | 6 dílů                            |
| 1994      | Poslední setkání              | Matty Derosa                                                      | TV film                           |
| 1995      | The Buccaneers                | Conchita Closson                                                  | 5 dílů                            |
| 1996      | Norma Jean a Marilyn          | Marilyn Monroe                                                    | TV film                           |
| 2000      | Jakeovy ženy                  | Daisy Buchanan                                                    | TV film                           |
| 2003      | Will a Grace                  | Diane                                                             | díl: „Poslední útěk do Brooklynu“ |
| 2005      | Obchod s bílým masem          | Kate Morozov                                                      | TV film                           |
| 2006      | Organizace Alfa: Hádův faktor | Randi Russell                                                     | TV film                           |
| 2008      | Dr. House                     | Dr. Cate Milton                                                   | díl: „Někdo mrzne, někdo taje“    |
| 2009      | Poslední templář              | Tess Chaykin                                                      | TV film                           |
| 2012      | Finding Mrs. Claus            | paní Clausová                                                     | TV film                           |
| 2014      | Agentura Jasno                | hlavní detektiv Betsy Brannigan                                   | 3 díly                            |
| 2014–15   | Falling Skies                 | Sara                                                              | vedlejší role, 9 dílů             |
| 2014      | Intruders                     | Amy Whelan                                                        | hlavní role, 8 dílů               |
| 2015      | Stalker                       | Vicki Gregg                                                       | vedlejší role, 4 díly             |
| 2016      | A Christmas to Remember       | Jennifer Wade                                                     | TV film                           |
| 2016      | Indiscretion                  | Veronica                                                          | TV film                           |
| 2016-2017 | Lady Dynamite                 | Herself/Millicent Pratt/Jennipher Nickels/ Ranlith the Hive Queen | 2 díly                            |
| 2018      | Condor                        | Marty Ross                                                        | vedlejší role, 10 dílů            |
| 2018      | Taková moderní rodinka        | Nicole Rosemary Page                                              | vedlejší role, 4 díly             |
| 2018      | No One Would Tell             | soudkyně Elizabeth Hanover                                        | TV film                           |
| 2018      | StartUp                       | Rebecca Stroud                                                    | vedlejší role (3. řada),10 dílů   |
| 2018      | Spy Kids: Zlomová mise        | Ingrid Cortez (hlas)                                              | 5 dílů                            |
| 2020      | Hollywood                     | Jeanne Crandall                                                   | vedlejší role, 5 dílů             |
| —         | Emma                          |                                                                   |                                   |